# Symposiachrus
Symposiachrus (лат.) — род птиц семейства монарховых (Monarchidae). В состав рода включают 23 вида. Большинство видов являются эндемиками островов Меланезии, но очковый монарх широко распространен и встречается в некоторых частях Индонезии и Западной Австралии. Ранее представители рода включались в состав рода Monarcha.

## Классификация
Основываясь на результатах молекулярно-филогенетического исследования, опубликованного в 2005 году, род Monarcha был разделен, и 19 видов были перенесены в возрожденный род Symposiachrus, который был введен французским натуралистом Шарлем Люсьеном Бонапартом в 1854 году с Symposiachrus trivirgatus в качестве типового вида.
В состав рода включают 23 вида:
- Symposiachrus axillaris — Чёрный монарх
- Symposiachrus guttula — Жемчужнокрылый монарх
- Symposiachrus mundus — Тенимберский монарх
- Symposiachrus sacerdotum — Флоресский монарх
- Symposiachrus boanensis
- Symposiachrus melanopterus
- Symposiachrus trivirgatus — Очковый монарх
- Symposiachrus bimaculatus
- Symposiachrus leucurus — Белохвостый монарх
- Symposiachrus everetti
- Symposiachrus loricatus
- Symposiachrus julianae
- Symposiachrus brehmii — Монарх Брэма
- Symposiachrus manadensis
- Symposiachrus infelix — Серебрянохвостый монарх
- Symposiachrus menckei — Белоспинный монарх
- Symposiachrus verticalis — Хохлатый монарх
- Symposiachrus barbatus — Белобородый монарх
- Symposiachrus vidua — Чешуйчатый монарх
- Symposiachrus nigrotectus
- Symposiachrus browni — Монарх Брауна
- Symposiachrus rubiensis